# Шур, Густав-Адольф
Густав-Адольф Шур (нем. Gustav-Adolf Schur; род. 23 февраля 1931[…], Heyrothsberge, Саксония-Анхальт) — восточногерманский шоссейный велогонщик и политик.
Двукратный чемпион мира года среди любителей в групповой гонке (1958, 1959). Олимпийский призёр 1956 и 1960 годов в командной гонке. Победитель ряда любительских многодневных гонок, проводившихся на территории Восточной Германии. Заслуженный мастер спорта ГДР (1955).
Ещё во время спортивной карьеры стал депутатом Народной палаты ГДР и оставался им на протяжении 30 лет (1959—1989).

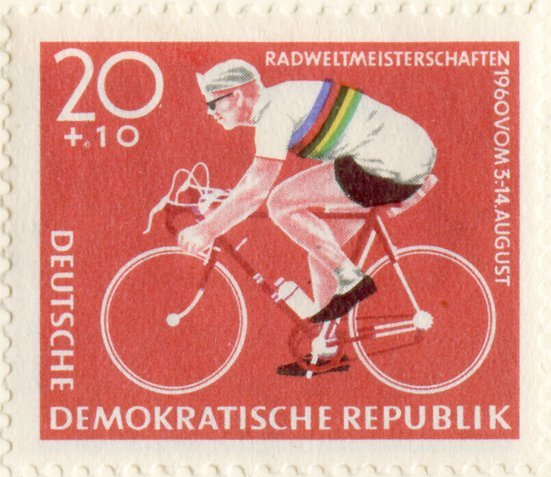
Шур в радужной майке на почтовой марке ГДР (1960 г.)

Кавалер золотого (1960) и серебряного (1959) ордена ГДР «За заслуги перед Отечеством».

## Достижения
1951
Тур Берлина
1952
5-й этап Тур ГДР
10-й Велогонка Мира
1953
 Чемпионат ГДР по велокроссу
Тур ГДР
Генеральная классификация
5-й и 7-й этапы
3-й Велогонка Мира
1954
 Чемпионат ГДР — групповая гонка
Тур ГДР
Генеральная классификация
3-й и 5-й этапы
Тур Хайнлайте
3-й Чемпионат ГДР по велокроссу
1955
Велогонка Мира
Генеральная классификация
2-й, 7-й и 12-й этапы
1956
2-й, 5-й и 11-й этапы Велогонка Мира
 Олимпийские игры — командная гонка
5-й Олимпийские игры — групповая гонка
1957
 Чемпионат ГДР — групповая гонка
 Чемпионат ГДР — командная гонка
Тур Хайнлайте
6-й этап Тур Египта
1958
 Чемпионат мира — групповая гонка
 Чемпионат ГДР — групповая гонка
 Чемпионат ГДР — командная гонка
Тур ГДР
2-й в генеральной классификация
8-й этап
Велогонка Мира
8-й в генеральной классификация
4-й и 8-й этапы
1959
 Чемпионат мира — групповая гонка
 Чемпионат ГДР — групповая гонка
Велогонка Мира
Тур ГДР
Генеральная классификация
1-й, 2-й, 5-й, 6-й и 7a-й этапы
1960
 Чемпионат ГДР — групповая гонка
Тур Хайнлайте
1-й и 12b-й этап Велогонка Мира
 Чемпионат мира — групповая гонка
 Олимпийские игры — командная гонка
1961
 Чемпионат ГДР — групповая гонка
Тур ГДР
Генеральная классификация
1-й, 2-й, 3-й, 4-й и 5-й этапы
8-й Велогонка Мира
1962
5-й этап Тур ГДР
3-й Чемпионат ГДР — групповая гонка
3-й Тур Австрии
1963
10-й Велогонка Мира